# Elisângela Oliveira
Elisângela Almeida de Oliveira; znana jako Elisângela (ur. 30 października 1978 w Londrinie) – brazylijska siatkarka, reprezentantka kraju, atakująca. W 2000 r. w Sydney zdobyła brązowy medal olimpijski.
Obecnie występuje w brazylijskiej Superlidze, w drużynie SESI/SP.